# Synagoga w Sierakowie
Synagoga w Sierakowie – synagoga znajdująca się w Sierakowie przy ulicy Sokoła 4 (dawniej ul. Żydowska).

## Historia
Synagoga została zbudowana przed rokiem 1889. W okresie międzywojennym przerobiono ją na świetlicę Związku Strzeleckiego.
Podczas II wojny światowej hitlerowcy urządzili w niej magazyn. Po wojnie budynek synagogi przebudowano na kino „Żeglarz” istniejące do końca lat 80. XX wieku. Obecnie jest to własność prywatna.

## Architektura
Murowany i orientowany budynek synagogi wzniesiono na planie prostokąta. Zachowały się charakterystyczne synagogalne cechy wystroju zewnętrznego.
Wewnątrz, we wschodniej części znajdowała się główna sala modlitewna, którą otaczały z trzech stron galerie dla kobiet, wsparte na kolumnach. W części zachodniej znajdował się przedsionek, z którego wchodziło się do sali głównej.

## Żydzi w Sierakowie
W roku 1783 Łukasz Bniński, ówczesny właściciel Sierakowa, nadał Żydom przywilej zezwalający na utworzenie szkoły (wymienionej w 1819 w aktach Archiwum Państwowego w Poznaniu). Późniejszy (z 1792) rozszerzał te prawa umożliwiając powstanie cmentarza i synagogi. Przed pożarem Sierakowa (1817) Żydzi stanowili ok. 20% mieszkańców, w roku 1931 mieszkała tu już tylko jedna rodzina żydowska.